# Карчунек (Пулавський повіт)
Карчунек (пол. Karczunek) — село в Польщі, у гміні Баранів Пулавського повіту Люблінського воєводства.
Населення — 38 осіб (2011).
У 1975-1998 роках село належало до Люблінського воєводства.

## Демографія
Демографічна структура станом на 31 березня 2011 року:
|          | Загалом | Допрацездатний вік | Працездатний вік | Постпрацездатний вік |
| -------- | ------- | ------------------ | ---------------- | -------------------- |
| Чоловіки | 22      | 1                  | 16               | 5                    |
| Жінки    | 16      | 4                  | 8                | 4                    |
| Разом    | 38      | 5                  | 24               | 9                    |